# Justine Mattera
Justine Elizabeth Mattera (New York, 7 maggio 1971) è una showgirl, attrice, conduttrice televisiva e cantante statunitense naturalizzata italiana che vive e lavora in Italia dal 1994.

## Biografia

### Carriera
Proveniente da una famiglia di origini italiane, dopo la laurea in letteratura italiana e inglese alla Stanford University, nel 1994 si trasferisce a Firenze per specializzarsi in lingua e letteratura italiana e storia dell'arte all'Università degli Studi di Firenze.
Per mantenersi inizia a lavorare come modella e cubista, ed è in una discoteca toscana che viene notata dal produttore e DJ Joe T. Vannelli. Justine inizia così a collaborare con Vannelli in alcune produzioni e nel 1995 incidono il singolo Feel It, che, con 24 000 copie vendute, si piazza al secondo posto della hit parade italiana; fa seguito la canzone Baby Hold On. Entrambi i singoli sono lanciati sotto lo pseudonimo JT Company. Nell'autunno del 2000, con il nome di Justine, danno luce al singolo Bidibodi, lanciandosi nello stile della italodance e scalando le classifiche dance di tutta Europa. Trasferitasi a Milano, incontra il conduttore e autore Paolo Limiti che, dopo avere notato la sua complessiva somiglianza con Marilyn Monroe, la vuole come showgirl nelle varie edizioni di Ci vediamo in TV, dal 1996 al 2002.
Dal 1999 al 2001 conduce su TMC2 il programma di viaggi Come Thelma & Louise e nel 2002 Urlo su GAY.tv. Nel 2002 gira con James Keach il film per la televisione, per la NBC, Submerged. Inoltre dal 2003 conduce, con Joe T. Vannelli, su Radio Deejay il programma radiofonico Slave to the Rhythmn. Debutta a teatro nella stagione 2003/2004 con il musical Victor/Victoria per la regia di Claudio Insegno e l'estate successiva è in tournée con Toccata e fuga, tratto da Derek Benfield e diretto da Miko Magistro. Nel 2004-2005 ottiene un notevole successo come co-protagonista della versione musicale di Cantando sotto la pioggia, con la regia di Saverio Marconi, mentre nell'estate 2005 è protagonista per Tato Russo della commedia brillante Troppi santi in paradiso.
Nel 2006 torna in TV come concorrente del reality show La fattoria, dove si classifica terza, mentre nel 2007 debutta sul grande schermo come una delle interpreti femminili del nuovo film di Abel Ferrara intitolato Go Go Tales. Nella stagione 2008-2009 è in tournée teatrale come protagonista della commedia musicale Chiedimi se voglio la luna, tratto da Paul Emelion e diretto da Claudio Insegno e nello spettacolo Sex and Italy di Pier Francesco Pingitore. Nel gennaio 2009 gira un cortometraggio noir affiancata dal David di Donatello 2003 Ernesto Mahieux intitolato Al di là della porta, per la regia di Luca Cestari. Nel 2009 entra a far parte delle otto primedonne della compagnia del Bagaglino, nel varietà Bellissima, accanto ad Angela Melillo, Pamela Prati, Silvia Burgio, Manila Nazzaro, Valeria Marini, Nina Morić e Antonella Mosetti.
Il 26 febbraio 2010 esce nelle sale cinematografiche italiane il film Alta Infedeltà, regia di Claudio Insegno, che la vede protagonista accanto a Pino Insegno e Biagio Izzo. Nel 2010 è in scena al Salone Margherita di Roma con la commedia musicale Nel blu dipinto di blu...la storia continua per la regia di Claudio Insegno. L'anno successivo è nel cast della commedia giallorosa Attenti a quei due, per la regia di Giuliano Capuano. Da aprile 2011 conduce Tribute Band Show sul canale satellitare La3. Da gennaio 2012 è di nuovo a teatro con la commedia musicale Tre cuori in affitto (adattamento dell'omonimo telefilm anni ottanta) di e con Paolo Ruffini. Nel 2012 le è stato attribuito il Premio America della Fondazione Italia USA. Nel settembre 2013 gira un cortometraggio drammatico intitolato Utility Fog per la regia di Gianluca Lasaracina e Marek Santoboni, in concorso al David di Donatello 2014. Nel dicembre 2013 diventa uno dei volti femminili di punta di Comedy Central insieme a Melita Toniolo e Margherita Zanatta. Nel 2016 è protagonista di una puntata del programma di Rete 4 Oltre il limite - Storie di corsa, dove percorre la mezza maratona di Memphis.
Nel maggio 2021 viene pubblicata la sua autobiografia Just Me. Quante Vite Ci Stanno In 50 Anni?, Cairo Editore. Nel 2024 è tra i concorrenti di Tale e quale show piazzandosi al penultimo posto.

## Vita privata
È stata sposata per due anni con Paolo Limiti dal 2000 al 2002. Successivamente, nel 2009, si è unita in matrimonio con l'imprenditore Fabrizio Cassata, dal quale ha avuto due figli: Vivienne Rose e Vincent.

## Filmografia

### Cinema
- Se lo fai sono guai, regia di Michele Massimo Tarantini (2001)
- Go Go Tales, regia di Abel Ferrara (2007)
- Aimless, regia di Riccardo Giudici (2008)
- Alta infedeltà, regia di Claudio Insegno (2010)

### Televisione
- Submerged - Inabissati (Submerged), regia di James Keach – film TV (2001)
- Provaci ancora prof! – serie TV, episodio 3x01 (2008)
- I bastardi di Pizzofalcone – serie TV, episodio 2x05 (2018)
- Imma Tataranni - Sostituto procuratore – serie TV, episodio 2x01 (2021)

### Cortometraggi
- Golden Hays, regia di Max Croci (2007)
- Aldilà della porta, regia di Luca Cestari (2009)
- Utility Fog, regia di Gianluca Lasaracina (2013)
- Battiti, regia di Flavio Caruso (2014)
- Good Food, regia di Dario Acocella (2017)

## Teatro
- Victor/Victoria, di Blake Edwards, regia di Claudio Insegno (2003-2004)
- Cantando sotto la pioggia, tratto dall'omonimo film, regia di Saverio Marconi (2004-2005)
- Troppi santi in paradiso, testo e regia di Tato Russo (2005)
- Chiedimi se voglio la luna, regia di Claudio Insegno (2008-2009)
- Sex and Italy, testo e regia di Pier Francesco Pingitore (2008-2009)
- Nel blu dipinto di blu... La storia continua (2010)
- Attenti a quei due (2011)
- Tre cuori in affitto, di Paolo Ruffini e Claudio Insegno, tratto dall'omonima sitcom, regia di Claudio Insegno (2011-2012)
- Sugar - The Musical, tratto da A qualcuno piace caldo, regia di Federico Bellone (2013-2014)
- Pene d'amor perdute, di William Shakespeare, regia di Riccardo Giudici (2015)
- Montagne russe, di Eric Assous, regia di Riccardo Piana (2015-2016)
- Miles gloriosus, di Tito Maccio Plauto, regia di Cristiano Roccamo (2016)
- Dovre crescono le ortiche, di Tobia Rossi, regia di Alessandro Castellucci (2017)

## Programmi televisivi
- Ci vediamo in TV (Rai 2, 1996-1999; Rai 1, 1999-2002)
- Come Thelma & Louise (TMC2, 1999-2001; Odeon TV, 2002)
- Urlo (GAY.tv, 2002)
- Miss Italia (Rai 1, 2002) giurata
- La Fattoria 3 (Canale 5, 2006) concorrente
- Bellissima - Cabaret anticrisi (Canale 5, 2009)
- Tribute Band Show (La3, 2011)
- E state con noi in tv (Rai 1, 2012)
- Musical! Award (Rete 4, 2015)
- Detto Fatto Night (Rai 2, 2015) concorrente
- Oltre il limite - Storie di corsa (Rete 4, 2016)
- In viaggio con Justine (Bike Channel, 2017)
- Alessandro Borghese - Celebrity Chef (TV8, 2022) concorrente
- Back to School 2 (Italia 1, 2023) concorrente
- Tale e quale show (Rai 1, 2024) concorrente

## Libri
- Just Me. Quante Vite Ci Stanno In 50 Anni?, Cairo Editore, 2021, ISBN 9788830901605.

## Discografia

### Singoli
- 1995 – Feel It (In the Air) sotto il nome di JT Company (con Joe T Vannelli) voce: Barbara Glorioso[9]
- 1996 – Baby Hold On- JT Company
- 2000 – Bidibodi
- 2012 – Hotel Maid (con Roger Mazzeo)

### Videoclip
- 1995 – Feel It (In the Air)
- 1996 – Baby Hold On - JT Company
- 2012 – Hotel Maid
- 2014 – Segui l'istinto di Marco Santilli feat. Rosalia Misseri
- 2016 – Bon Ton degli Agrado
- 2018 – L’indifferenza degli Stilnovo